# Marieke Reimann

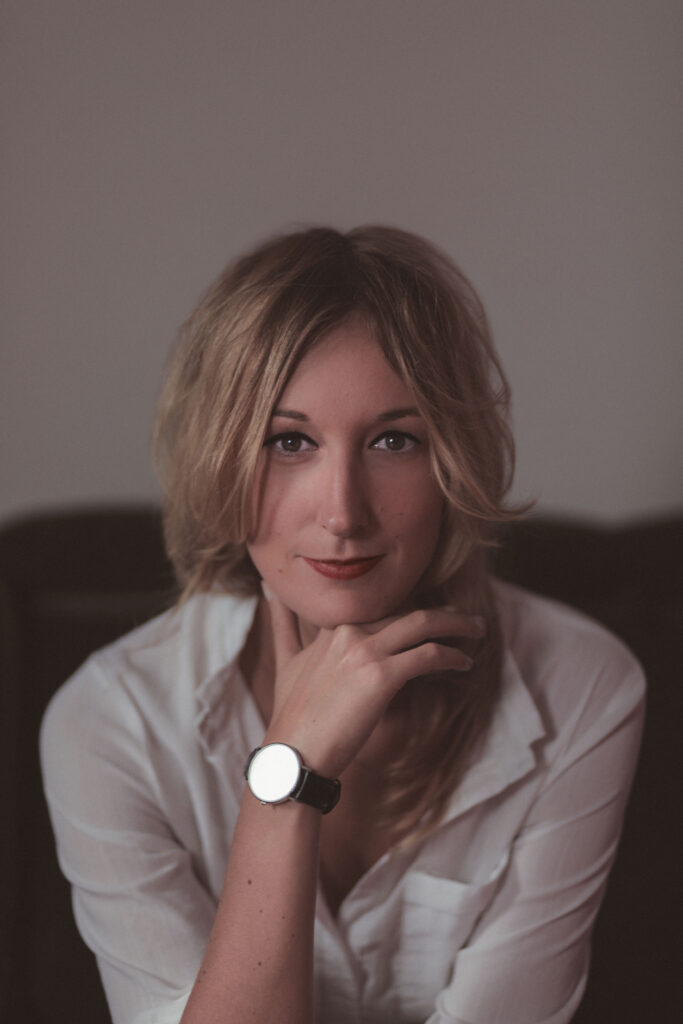
Marieke Reimann (2018)

Marieke Reimann (* 6. September 1987 in Rostock) ist eine deutsche Journalistin und Autorin. Sie war von 2018 bis 2020 Chefredakteurin des Magazins ze.tt der Hamburger Wochenzeitung Die Zeit. Von 2021 bis 2024 war Reimann die Zweite Chefredakteurin des SWR und leitete 2023 bis 2024 zudem die ARD Chefredakteurskonferenz.

## Leben
Marieke Reimann wuchs zusammen mit ihrer jüngeren Schwester bei ihrer Mutter in Rostock im Stadtteil Schmarl auf und machte 2007 ihr Abitur. Schon während ihrer Abiturzeit begann sie für die lokalen Medien rok-tv und Norddeutsche Neueste Nachrichten zu arbeiten und gründete zwei Schülerzeitungen. Sie studierte ab 2007 an der Technischen Universität Ilmenau Angewandte Medienwissenschaft, wo sie 2011 ihren Bachelor of Arts machte. 2012 wanderte Reimann nach Malta aus und arbeitete dort als freie Journalistin. 2012 bis 2014 besuchte sie die Deutsche Journalistenschule in München und studierte zur selben Zeit an der Ludwig-Maximilians-Universität München Journalismus, wo sie 2014 mit einem Master of Arts abschloss.
Nach ihrem Studium in München arbeitete Reimann als Sportjournalistin für das Fußballmagazin 11 Freunde, Sport1, das Sportressort der Süddeutschen Zeitung und 20 Minuten in der Schweiz. 2015 wurde sie Redakteurin des Gründungsteams von ze.tt. Am 1. Juli 2016 wurde sie stellvertretende Redaktionsleiterin des Onlinemagazins und am 1. Januar 2018 dessen Chefredakteurin. Reimann war zu diesem Zeitpunkt 30 Jahre alt und wurde Deutschlands jüngste Chefredakteurin. Reimann führte 2016 einen Styleguide für geschlechtergerechte Sprache bei ze.tt ein und strukturierte die Website ab 2018 von einer Nachrichtenplattform für Millennials zu einem Magazin mit dem Fokus auf eine diversere Berichterstattung um. Sie gründete ein Ostdeutschlandressort und entwickelte eine App mit wohlwollenden Push-Mitteilungen statt Eilmeldungen. Sie entwickelte außerdem das Community-basierte Paid-Modell ze.tt gr.een, das im Januar 2020 startete. Im Juni 2020 wurde bekannt, dass ze.tt zu einem Ressort von Zeit Online umstrukturiert werden soll. Reimann äußerte sich daraufhin öffentlich kritisch über die mangelnde Perspektive für junge und migrantische Journalisten in deutschen Medien und forderte ein Umdenken in der Markenbildung neuer Medien.
Am 1. November 2021 wurde Reimann Zweite Chefredakteurin des SWR. Sie war, laut Branchenmagazin turi2 „die erste Ostdeutsche und jüngste Journalistin, die es im öffentlich-rechtlichen Rundfunk in Westdeutschland auf einen solchen Posten schafft.“ Zum Jahresende 2024 trat sie von dieser Position zurück.

## Positionen
Reimann gilt als profilierte publizistische Stimme zu ostdeutschen Themen ihrer Generation. Besondere Aufmerksamkeit erregte sie im Juni 2024 mit ihrem Tagesthemen-Kommentar, in dem sie den Umgang mit Ostdeutschen durch Politik und Medien kritisierte. Sie fordert eine zeitgemäßere Berichterstattung über Ostdeutschland und weist auf strukturelle Ungleichheiten hin. Hierzu tritt sie regelmäßig als Expertin in Dokumentationen, Talkshows und Podcasts auf. Sie setzt sich in ihrer Arbeit auch für eine vielfältigere Medienlandschaft und Teamzusammenstellung ein. Seit 2018 gehört sie zur Expertenrunde der Fernsehsendung Presseclub (WDR), war 2019 zum dreißigjährigen Jubiläum des Mauerfalls im ZDF heute journal zu sehen und wurde 2020 zum 30. Jahrestag der Deutschen Wiedervereinigung in der ARD-Dokumentation Wir Ostdeutsche porträtiert.

## Mitgliedschaften und Funktionen
Reimann sitzt in der Auswahljury der Deutschen Journalistenschule. Sie ist Jury-Mitglied des Ideenwettbewerbs der ostdeutschen Bundesländer der Ostbeauftragten der Bundesregierung. Gemeinsam mit Heribert Prantl stellt sie die Jury für den Lokaljournalismuspreis "Stadt Land im Fluss" der Länder Berlin und Brandenburg. Als Mentorin unterstützt sie ehrenamtlich das Förderprogramm "Voices of Brandenburg" der Medienanstalt Berlin-Brandenburg. Zudem ist sie Mitglied der Coalition for Pluralistic Public Discourse, einem Kollektiv um den Autor Max Czollek, das Ideen für die Pluralisierung europäischer Erinnerungskulturen entwickelt.

## Auszeichnungen
- 2015: „Top 30 bis 30“ Journalisten des Jahres durch das Medium Magazin[51]
- 2011: Publikumspreis "Wege ins Netz" des Bundesministeriums für Wirtschaft für die redaktionelle Betreuung des Magazins medienbewusst.de

## Veröffentlichungen
- Marieke Reimann. Zur Notwendigkeit geschlechtergerechter Sprache im Journalismus. In: Tanja Köhler (Hrsg.): Fake News, Framing, Fact-Checking: Nachrichten im digitalen Zeitalter. transcript-Verlag, Bielefeld 2020, ISBN 978-3-8376-5025-9, S. 283–296.